# Mammillaria laui
Mammillaria laui är en kaktusväxtart som beskrevs av David Richard Hunt. Mammillaria laui ingår i släktet Mammillaria och familjen kaktusväxter.

## Underarter
Arten delas in i följande underarter:
- M. l. dasyacantha
- M. l. laui
- M. l. subducta

## Bildgalleri

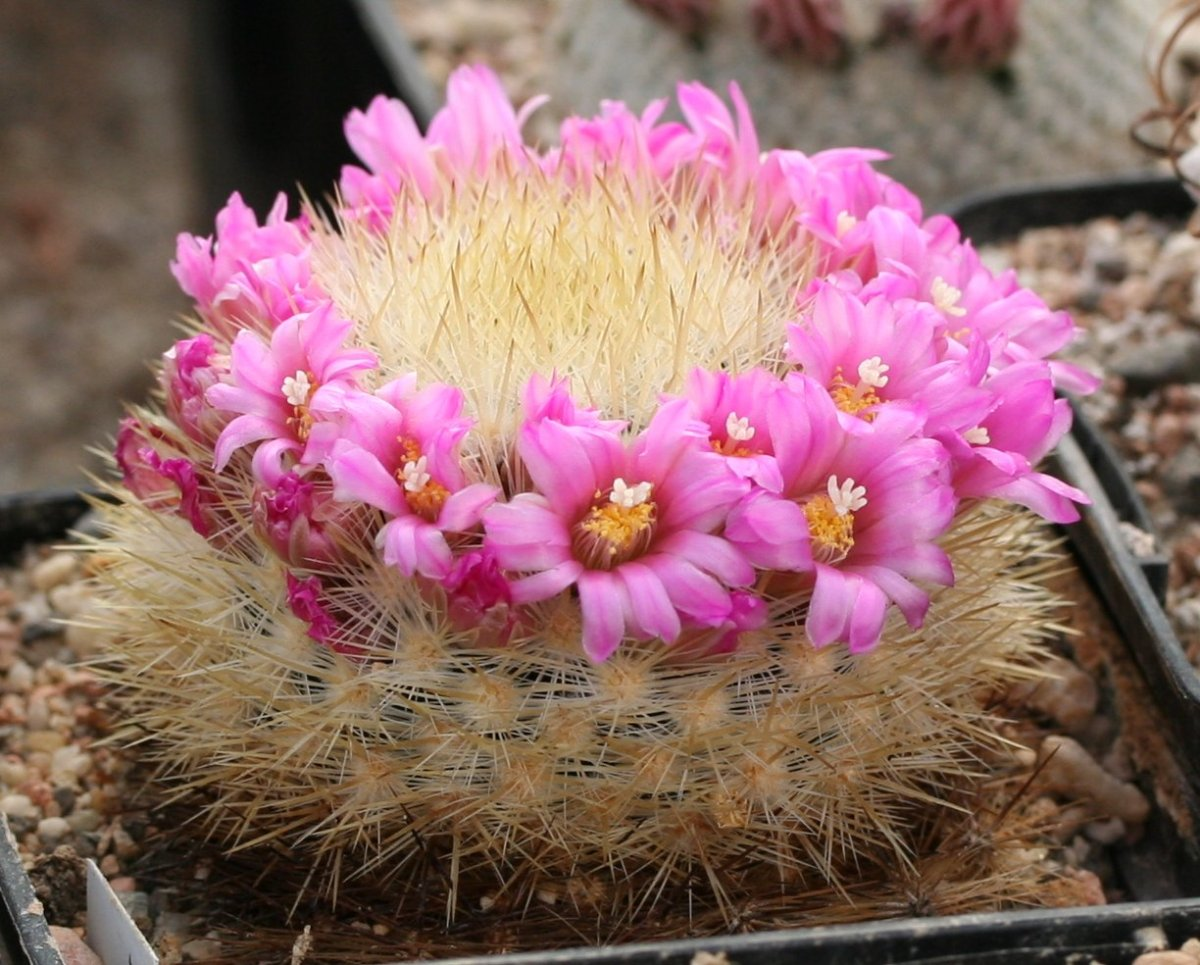
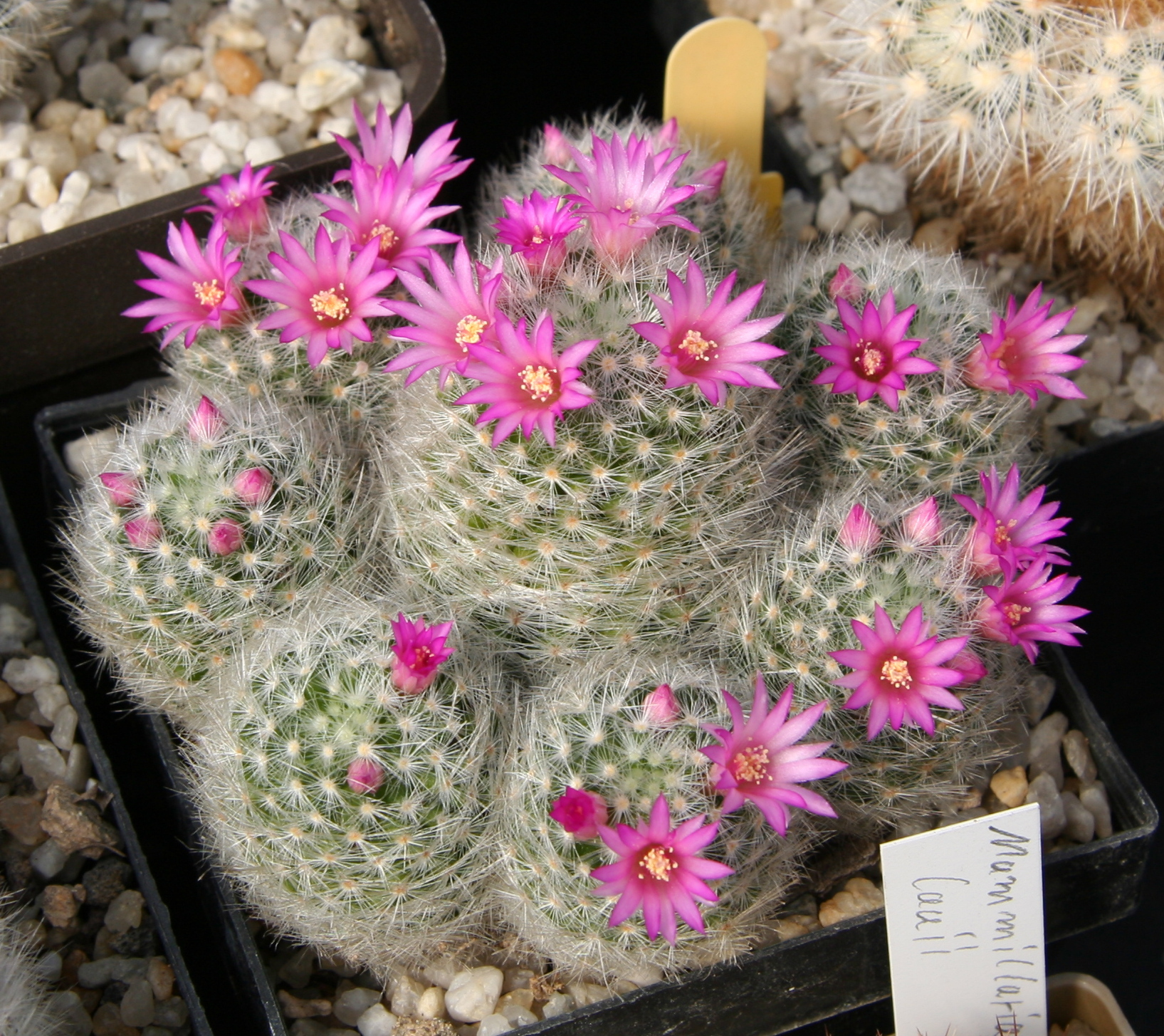
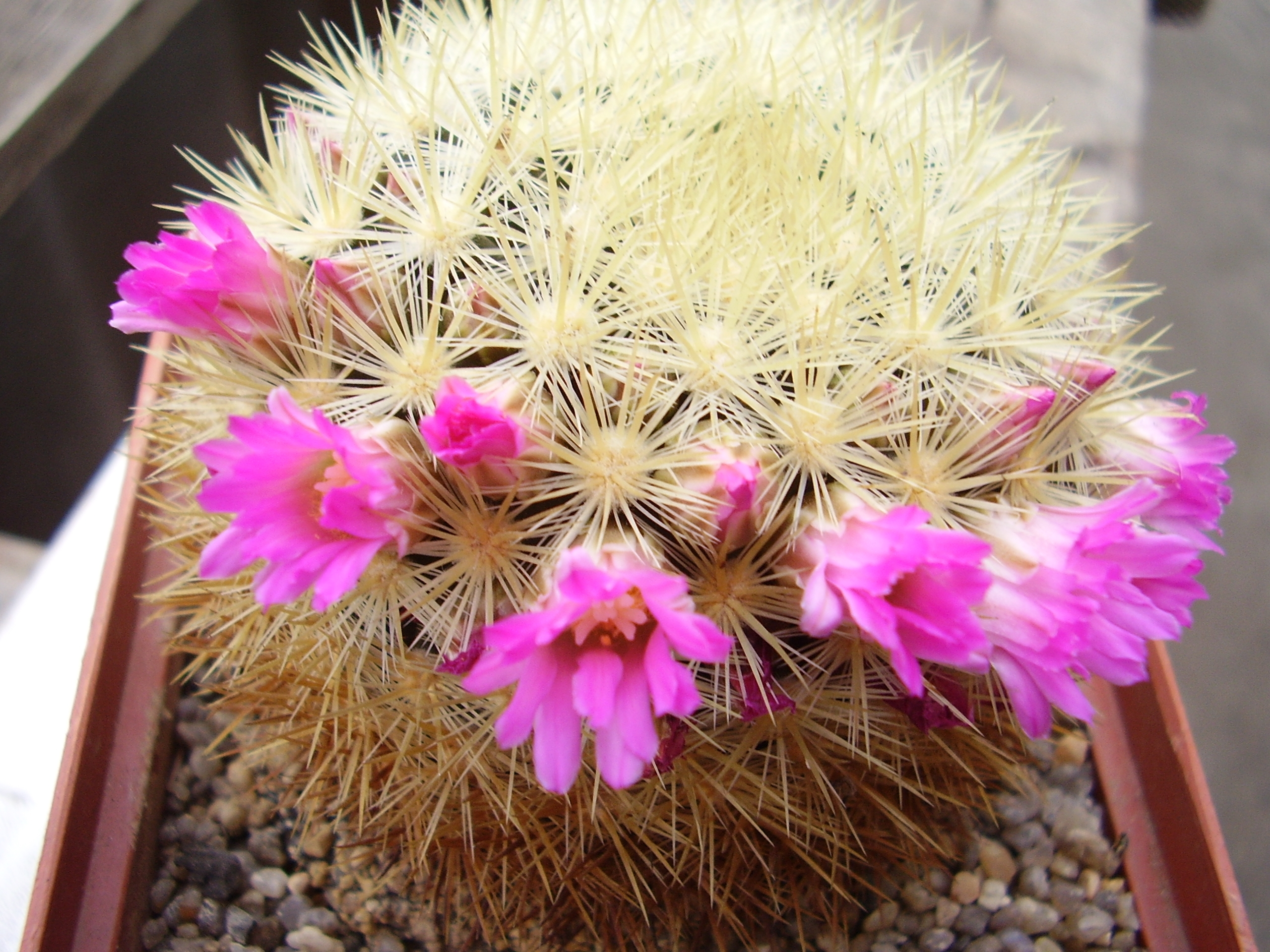
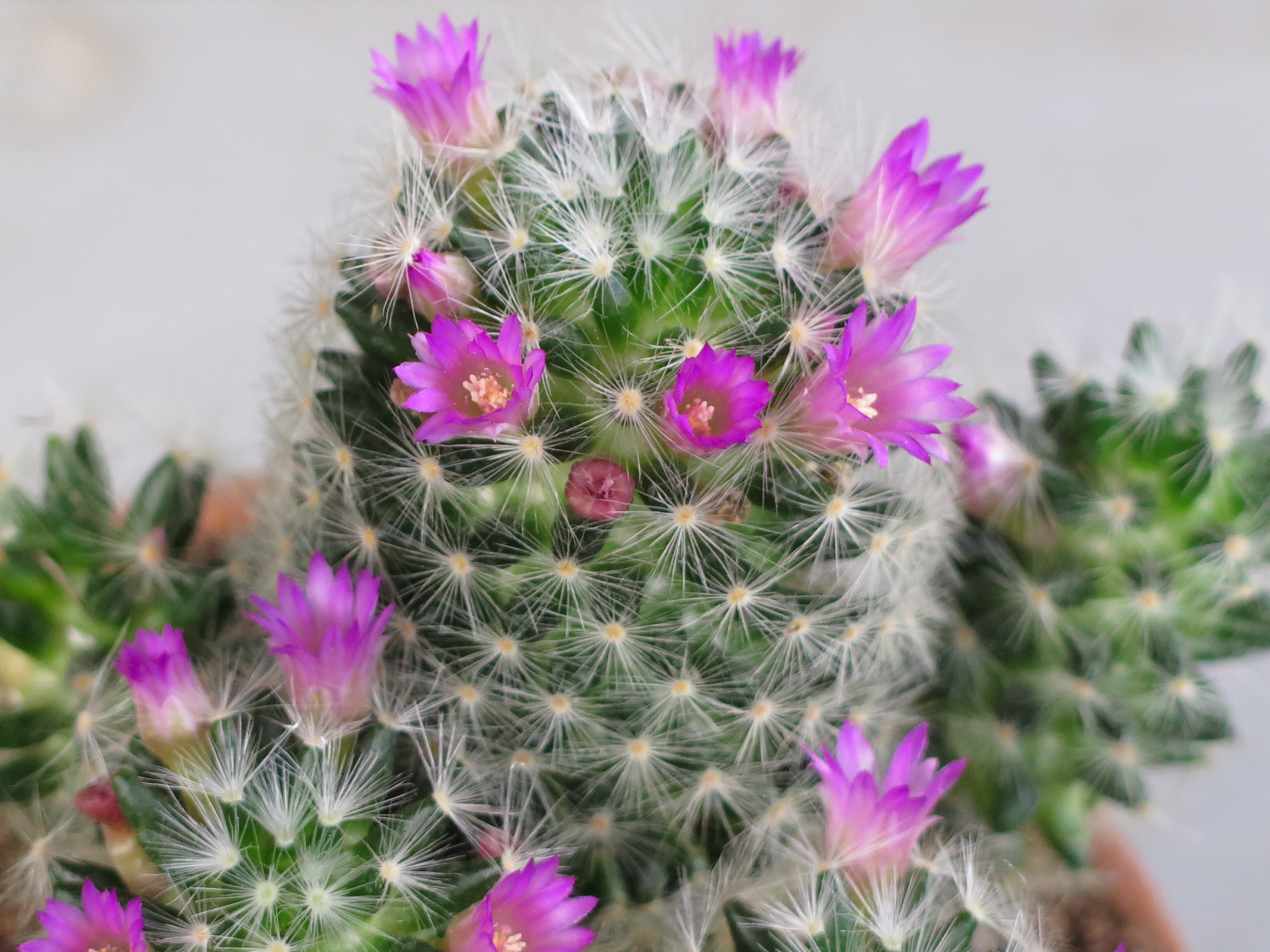